# Peter Kowald
Peter Kowald (21 de abril de 1944 - 21 de septiembre de 2002) fue un contrabajista y tubista de free jazz e improvisación libre alemán.

## Carrera
Miembro de la Globe Unity Orchestra y contrabajista de gira, Kowald colaboró con muchos músicos de free jazz europeos y estadounidenses durante su carrera, incluidos Peter Brötzmann, Irène Schweizer, Karl Berger, Fred Anderson, Hamid Drake, Karl EH Seigfried, Conny Bauer, Jeffrey Morgan, Wadada Leo Smith, Günter Sommer, William Parker, Barre Phillips, Joëlle Léandre, Alfred Harth, Lauren Newton y Evan Parker. También grabó varios álbumes de contrabajo solista y fue miembro de la London Jazz Composer's Orchestra hasta 1985. También grabó varios dúos pioneros de contrabajo con Maarten Altena, Barry Guy, Joëlle Léandre, Barre Phillips, William Parker, Damon Smith y Peter Jacquemyn.
Además, Kowald colaboró extensamente con poetas y artistas y con las bailarinas Gerlinde Lambeck, Anne Martin (anteriormente de Pina Bausch Ensemble), Tadashi Endo, Patricia Parker (fundadora del Vision Festival), Maria Mitchell, Sally Silvers, Cheryl Banks (anteriormente de Sun Ra 's Arkestra), Arnette de Mille, Sayonara Pereira y Kazuo Ohno. Las obras específicas incluyeron Die Klage der Kaiserin (1989) con Pina Bausch, piezas cortas (desde 1989) con Jean Sasportes, El espíritu de aventura (1990) con Anastasia Lyra, Wasser in der Hand (1990/91) con Christine Brunel y Futan no sentaku / La carga de la elección (1990/91) con Min Tanaka y Butch Morris.
Además de su trabajo a dúo con cantantes como Jeanne Lee, Diamanda Galás, Anna Homler o Sainkho Namtchylak, estaba especialmente interesado en su conjunto internacional de improvisación Global Village con músicos de diferentes regiones culturales del mundo: China, Japón, Cercano Oriente y el sur de Europa., Norte y sur America.
Murió de un ataque al corazón en la ciudad de Nueva York en 2002.

## Discografía

### Como líder o colíder
- Die Jungen: Random Generators (FMP, 1979) con Barre Phillips
- Touch the Earth (FMP, 1980) con Leo Smith y Günter Sommer
- Two Making a Triangle (FMP, 1982) con Maarten Altena
- If You Want the Kernels You Have to Break the Shells (FMP, 1982) con Leo Smith y Günter Sommer
- Paintings (FMP, 1982) con Barry Guy
- Open Secrets (FMP, 1988)
- Duos: Europa · America · Japan (FMP, 1984–89)[1]
- Duos 2 (FMP, 1986–90)[1]
- When The Sun Is Out You Don't See Stars (FMP, 1992) con Werner Lüdi, Butch Morris y Sainkho Namtchylak
- Was Da Ist (FMP, 1994)[1]
- Cuts (FMP, 1995) con Ort Ensemble Wuppertal, Evan Parker, Lê Quan Ninh y Carlos Zingaro
- Bass Duets (FMP, 1979–82) – compilación[1]
- Mirror – Broken But no Dust (Balance Point Acoustics, 2000)[1]
- Silence & Flies: Live at Nigglmuhle (Free Elephant, 2001)[1]
- Deals, Ideas &amp; Ideals (Hopscotch, 2001) con Rashied Ali and Assif Tsahar
- Between Heaven and Earth (Intakt, 2003) con Conrad Bauer and Günter Sommer
- The Victoriaville Tape (Free Elephant, 2003)[1]
- Deep Music (Free Elephant, 2004)[1]
- Global Village (Free Elephant, 2004)
- Aria (Free Elephant, 2005)[1]
- Live at Kassiopeia (NoBusiness, 2011) con Julius Hemphill

### Como acompañante
- 1966: Alexander Schlippenbach: Globe Unity
- 1967: Peter Brotzmann: For Adolphe Sax
- 1968: The Peter Brotzmann Octet: Machine Gun
- 1969: Manfred Schoof: European Echoes (FMP, 1969)
- 1973: Globe Unity Orchestra – Live in Wuppertal
- 1986: Global Village Suite
- 1986: Wadada Leo Smith: Human Rights
- 1987: Bill Dixon: Thoughts (Soul Note)
- 1996/2003: Duos 1 / Duos 2
- 1998: Fred Anderson Trio – Live at the Velvet Lounge
- 2001: Peter Brotzmann – Fuck de Boere (grabado en 1968 y 1970)